# توسيا (آن)
توسيا (بالفرنسية: Tossiat)‏ هي بلدية فرنسية تقع في إقليم الآن في فرنسا. رمز إنسي لها هو:1422. أما الرمز البريدي لها فهو: 1250.